# إيطاليو فرنسا
إيطاليو فرنسا وهُم الفرنسيين التي تعود أصولهم إلى إيطاليا وألذين تعود أصولهم إلى جزيرة كورسيكا (كورسيكيون)، يبلغ تعداد الفرنسيين ذوي الأصول الإيطالية أكثر من 5 ملايين نسمة ويشكلون حوالي 9% من سكان فرنسا ويعتنق أغلبهم الرومانية الكاثوليكية ومن أعظم هذه الشخصيات هو القائد الفرنسي نابليون بونابارت.